# Leonard G. Usher

Leonard G. Ushers Unterschrift

Sir Leonard Gray Usher (* 29. Mai 1907 in Paeroa, Neuseeland; † 2003 in Suva, Fidschi) war unter anderem Schuldirektor, Bürgermeister von Suva (1966–1969 und 1975–1977), Mitbegründer der Fiji Broadcasting Commission, Verleger und Herausgeber der Fiji Times (1957–1972) und Vorsitzender der Fiji Development Bank.

## Leben
Leonard Usher wurde 1907 in Paeroa, Neuseeland geboren und besuchte die Auckland Grammar Schule und die University of Auckland.
Im Februar 1930 zog er mit 23 Jahren nach Fidschi als Lehrer an der Levuka Public School. Später wurde er Schuldirektor und auch Stadtratsmitglied in Levuka, bis er schließlich Direktor der Queen Victoria School wurde.
1943 beendete er die Lehrtätigkeiten und wurde Regierungsbeamter für Öffentliche Angelegenheiten, danach auch Gründungsmitglied der Fiji Broadcasting Commission, aber auch erfahrener Radiokommentator.
Usher wurde 1957 von R.W. Robson, dem damaligen Besitzer der Fiji Times, überredet, die Leitung der Zeitung zu übernehmen und verließ daraufhin die Regierungsverwaltung. In den folgenden 16 Jahren baute er sie wieder zu einer erfolgreichen Druck- und Verlagsgruppe auf.
Während und nach seiner Verlagstätigkeit war er 1966–1970 und 1975–1976 viermalig Bürgermeister von Suva. Weiterhin war er auch Vorsitzender der Fiji Development Bank und Stellvertretender Vorsitzender der National Bank of Fiji und Vorsitzender der Fiji Stock Exchange (Börse). Trotzdem blieb Usher dem Medienbereich z. B. als Koordinator der Pacific Islands News Association oder Sekretär des Fiji Press Council treu.
Bereits 1970 nahm er die Nationalität Fidschis an, 1971 wurde er als Commander (C.B.E.) und 1986 als Knight Commander des Order of the British Empire (K.B.E.) geadelt.
Im Jahr der ersten beiden Militärputsche von 1987 und danach informierte er unablässig William Heseltine, den Privatsekretär der Queen Elisabeth II. über die Lage in Fidschi. Und auch in vier Jahren nach einer neuen Verfassung Fijis von 1990 schrieb er dem nachgefolgten Privatsekretär Robert Fellowes.
2003 starb Len Usher in Suva. Aus zwei Ehen hinterließ er einen Sohn namens Miles und eine Tochter namens Lala.

## Veröffentlichungen
- Fiji: Handbook of the Colony – special wartime edition A. Barker, 1943
- Brief History of The Fiji Times – Paper read to the Fiji Society. (PDF; 1,2 MB) 15. Oktober 1962
- Mainly about Fiji – selected writings, broadcasts, and speeches, 1930–1987 Suva, Fiji 1987
- Letters from Fiji 1987–1990 – An on-the-spot record of what happened before, between and after two military coups Fiji Times Limited, Suva, Fiji 1992
- More Letters from Fiji 1990–1994 – First years after a post-coup Constitution Information Services South Pacific, Suva, Fiji 1994